# Mike Vallely
Mike Vallely, né le 29 juin 1970 à Edison, New Jersey est un skateur professionnel, acteur et chanteur américain.

## Biographie
Sa carrière commença en 1986, lorsqu'on le vit effectuer un Sad Ho-Ho Plant sur la couverture du magazine Thrasher. Lance Mountain reconnut son talent et le recommanda à Powell Peralta, qui devint son premier sponsor. Dans un numéro du magazine Transworld Skateboarding de 1987, on peut voir Mark Gonzales et Natas Kaupas pointer Mike Vallely du doigt. Si les deux vétérans de la discipline ne faisaient que montrer son nez contusionné, les skateurs du monde entier interprétèrent la photo comme le signe de l'acceptation de Vallely parmi les élites du skateboard de rue. Depuis ses tout débuts, Mike V est considéré comme l'un des rois du skate hardcore.
Au long de sa carrière, Mike Vallely a compté Powell Peralta, World Industries, Venture Trucks, Destroyer Trucks, Tracker Trucks, TV Skateboards, Black Label Skateboards, Transit Skateboards, Vallely Skateboards, Etnies et Accel Wheels parmi ses sponsors. Aujourd'hui, il ride pour Element Skateboards, Element Apparel, Element footwear, Destructo Trucks, Speed Metal Bearings', et SoBe.
En plus d'y apparaître comme personnage, on peut entendre les chansons de son groupe Mike V & The Ratset Revolution Mother dans les jeux vidéo Tony Hawk's Underground ("The Days"), Tony Hawk's Underground 2 ("Never Give Up"), Tony Hawk's Pro Skater 4 où il est un skater secret et Tony Hawk's American Wasteland ("Vendetta"). Il apparaît également dans Tony Hawk's Project 8 et Tony Hawk's Proving Ground.
Grand ami de Bam Margera, il fait une apparition dans un épisode de Viva La Bam, dans lequel "Don Vito" et lui déclarent la guerre à l'équipe des Camp Kill Yourself (CKY).

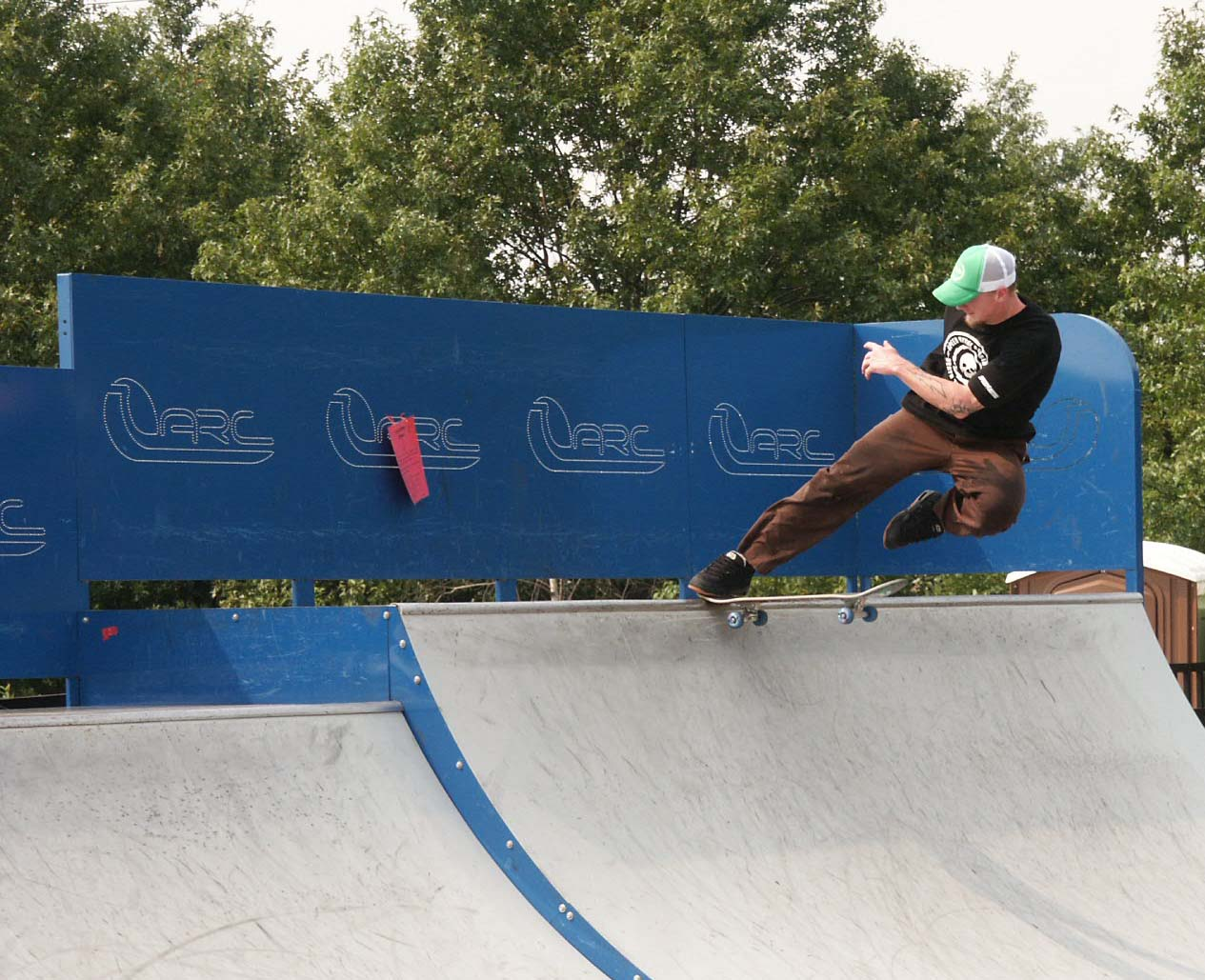
Mike V en tailslide.

Outre ses capacités pour la discipline, il est également connu dans la communauté du skateboard pour ses altercations et son impressionnante force physique. Par exemple, dans la scène « Mike Vallely vs. 4 Random Jocks » d'une vidéo de CKY, on le voit tenir tête et se battre contre quatre inconscients qui l'auraient traité de tarlouze du skate. D'ailleurs différentes vidéos de ses altercations circulent sur le net.
De plus, Mike V a fait une brève apparition dans le monde du catch professionnel dans une ligue indépendante la International Wrestling Coalition. 
En 2009, Mike V fait une apparition dans le film Paul Blart: Mall Cop sortit le 16 janvier aux États-Unis, où dans la bande annonce on le voit fuir un policier a skateboard à travers un centre commercial.
Début 2009, Mike quitta son sponsor de longue date Element pour aller vers la marque By the sword récente dans le monde du skateboard.

## Musique
(voir aussi Revolution Mother.)
Mike V fut d'abord le leader et chanteur du groupe Mike V and the Rats, et désormais il est le chanteur du groupe de rock hardcore Revolution Mother et Black Flag. Les goûts musicaux de Vallely vont de Black Flag à Black Sabbath en passant par AC/DC et le punk en général.
Mike fit une apparition  avec le groupe de punk Black Flag  pendant le Blag Flag Reunion Show en 2003 et est de retour dans le band dès 2013 comme chanteur et guitariste

### Discographie
| Année | Artiste/Groupe      | Album                  | Contribution |
| ----- | ------------------- | ---------------------- | ------------ |
| 2002  | Mike V and The Rats | First 3 songs          | chant        |
| 2002  | Mike V and The Rats | The Days EP            | chant        |
| 2006  | Revolution Mother   | Enjoy the Ride EP      | chant        |
| 2007  | Revolution Mother   | Glory Bound            | chant        |
| 2009  | Revolution Mother   | Rollin' With Tha Mutha | chant        |

## Filmographie
- 2002 : xXx : Skater
- 2009 : Very Bad Trip : Neeco
- 2009 : Paul Blart : Super Vigile : Rudolph
- 2013 : Very Bad Trip 3 : Neeco